# Trška gora
Trška gôra (428 mnm) je hrib pri Novem mestu, posut z zidanicami in vinogradi. Ime izhaja iz dejstva, da je spadala k bližnjemu trgu Novemu mestu. Lastniki večine posestev so bili namreč Novomeščani. Posest na Trški gori je imel tudi cistercijanski samostan v Stični - podaril jim jo je ob ustanovitvi samostana leta 1136 oglejski patriarh Peregrin. V ustanovni listini se omenjata Willam Wingarten (gre najverjetneje za pristavo in vinski hram) in pa vas Bajnof (iz nemške besede Weinhof – vinski dvor) - to ime je ohranjeno do danes. Na vrhu stoji romarska cerkev Marijinega rojstva (vsakoletno žegnanje na mali šmaren oz. malo mašo 8. septembra), ki jo je leta 1623 dal postaviti opat stiškega samostana Jakob Reinprecht, danes je v upravi župnije Št. Peter-Otočec. Poleg nje pa rastejo štiri lipe, najmogočnejša med njimi je z 830 cm v prsnem obsegu tudi najdebelejša dolenjska lipa.
Z vrha se odpira lep razgled na Dolenjsko s Krko, Novo mesto in Gorjance. Blizu Trške gore je 605 metrov visoki hrib Turn, ki je najvišja točka med Trdinovim vrhom in Kumom. V bližini sta tudi propadajoči Hmeljniški ter delno obnovljeni Stari grad. Po pobočjih hriba se raztezajo naselja Trška Gora (na južni in jugozahodni strani), Golušnik (na severni strani) in Črešnjice (na vzhodni in jugovzhodni strani), nekoliko stran pa zaselek Pod Trško goro. 
Sicer je iz teh krajev znan cviček - cviček s Trške gore omenja že Valvasor. S pobočja Trške gore izvira tudi vino trškogorec.